# Yuri Vinogradov
Yuri Vinogradov (en ruso: Юрий Виноградов; 16 de abril de 1927-25 de junio de 1999) fue un deportista soviético que compitió en piragüismo en la modalidad de aguas tranquilas. Ganó una medalla de bronce en el Campeonato Mundial de Piragüismo de 1958 en la prueba de C1 1000 m.

## Palmarés internacional
| Campeonato Mundial | Campeonato Mundial     | Campeonato Mundial | Campeonato Mundial |
| Año                | Lugar                  | Medalla            | Evento             |
| ------------------ | ---------------------- | ------------------ | ------------------ |
| 1958               | Praga (Checoslovaquia) | Medalla de bronce  | C1 1000 m          |